# No More Stories...
No More Stories Are Told Today, I'm Sorry They Washed Away // No More Stories, The World Is Grey, I'm Tired, Let's Wash Away (più comunemente conosciuto come No More Stories...) è il quinto album in studio del gruppo musicale alternative rock danese Mew, pubblicato nel 2009.

## Tracce
1. New Terrain – 3:14
2. Introducing Palace Players – 4:46
3. Beach – 2:46
4. Repeaterbeater – 2:33
5. Intermezzo 1 – 0:29
6. Silas The Magic Car – 4:06
7. Cartoons and Macramè Wounds – 7:21
8. Hawaii Dream – 1:47
9. Hawaii – 5:01
10. Vaccine – 5:08
11. Tricks of the Trade – 4:28
12. Intermezzo 2 – 1:03
13. Sometimes Life Isn't Easy – 5:21
14. Reprise – 5:32

## Formazione
- Jonas Bjerre - chitarre, sintetizzatore, piano, harmonium
- Bo Madsen - chitarre
- Silas Utke Graae Jørgensen - batteria, percussioni
- Bastian Juel - basso
- Damon Tutunjiam - basso
- Dr. Nick Watts - tastiere
- Marthisa Friis-Hansens - percussioni, kalimba, marimba
- Sellasi Dewornu - percussioni
- Nico Muhly - archi, piano
- Steve Coleman - sassofono
- Mari Helgerlikova - voce